# Offachloritis dryanderensis
Offachloritis dryanderensis é uma espécie de gastrópode  da família Camaenidae.
É endémica da Austrália.